# Scheveningen
Scheveningen ([ˈsxeːvənɪŋə(n)]), parfois appelée Schéveningue ou Scheveningue,, en français, est un quartier de La Haye, ville des Pays-Bas, sur les bords de la mer du Nord. Il s'agit d'une station balnéaire moderne avec une longue plage sablonneuse et une jetée de loisirs, la jetée de Scheveningen. Son port est utilisé pour la pêche et la navigation de plaisance.

## Histoire

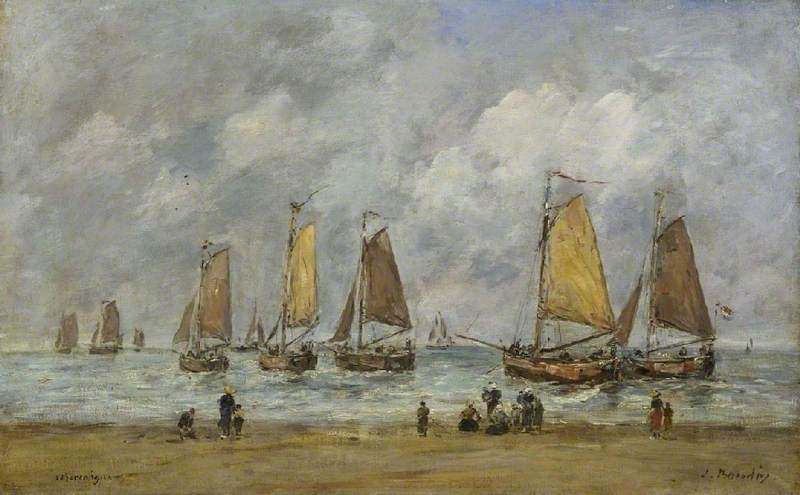
Schéveningue
Eugène Boudin (1824-1898)
Fitzwilliam Museum Cambridge

## Événements et attractions
Les événements annuels incluent :
- le bain polaire (en) du 1er janvier, ayant amené en 2016 50 000 personnes à nager dans la mer ;
- le jour du drapeau au printemps quand la première prise de harengs est mise aux enchères ;
- feux d'artifice en été : une fois par semaine et plusieurs jours durant la semaine du festival ;
- le Red Bull Knock-out est une course de moto organisée sur la plage de Scheveningen en automne.
- le 31 décembre, le plus grand feu de joie au monde est installé sur la plage[6].

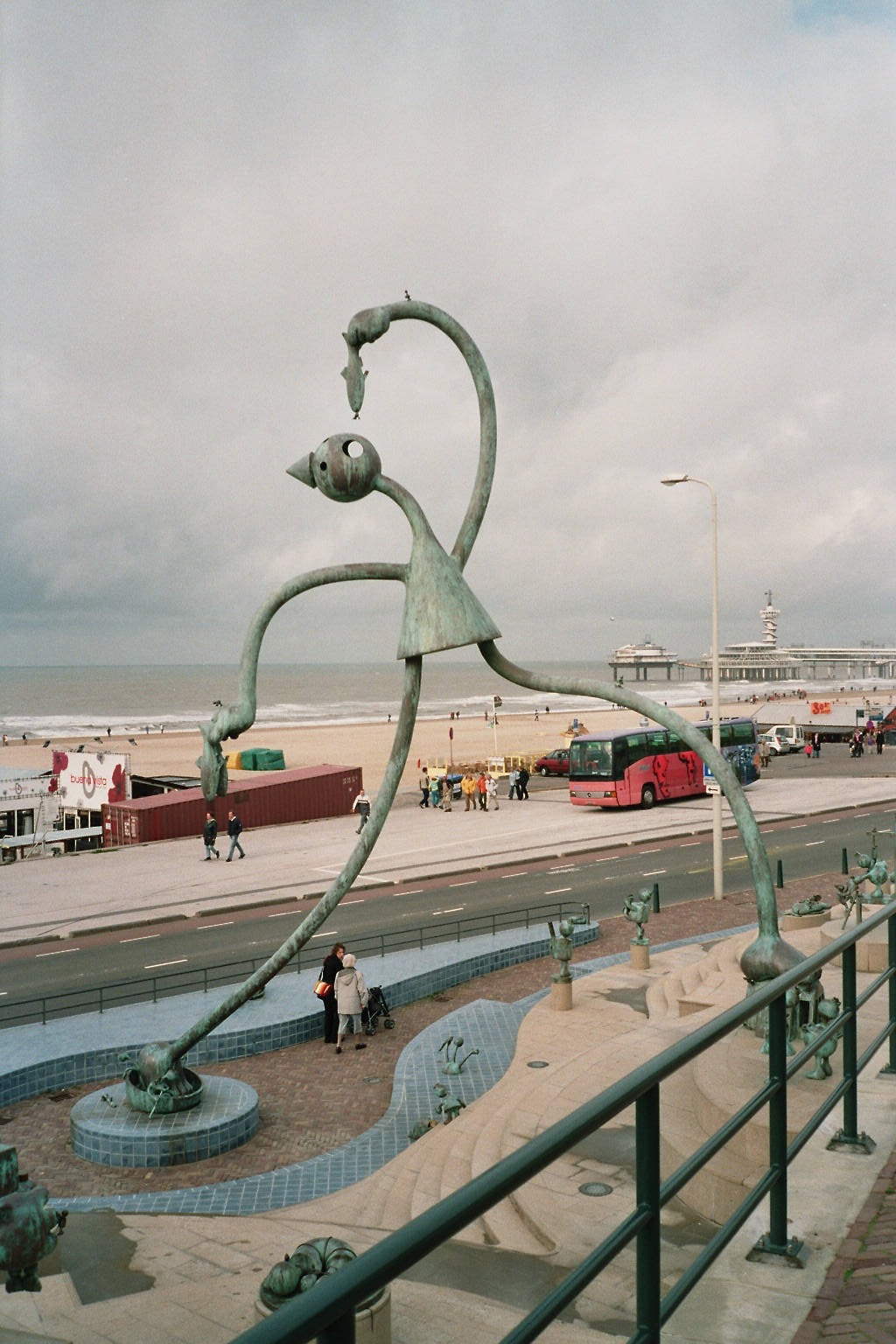

Une visite à Schéveningue peut inclure :
- le musée de la mer ;
- la jetée de Scheveningen et sa base de saut à l'élastique au-dessus de la mer ;
- le musée Beelden an Zee (sculptures), des sculptures de Tom Otterness, situées sur la voie publique entre le musée et la mer, ont été déplacées pendant des travaux de réaménagement de la promenade;
- le panorama Mesdag ;
- Madurodam (parc d'attractions) ;
- le Circustheatre, une salle de spectacle.

## Travaux du front de mer
En 2010, de grand travaux ont été engagés afin de renforcer la digue. Le boulevard de front de mer a été complètement redessiné et la plage allongée.

## Sports

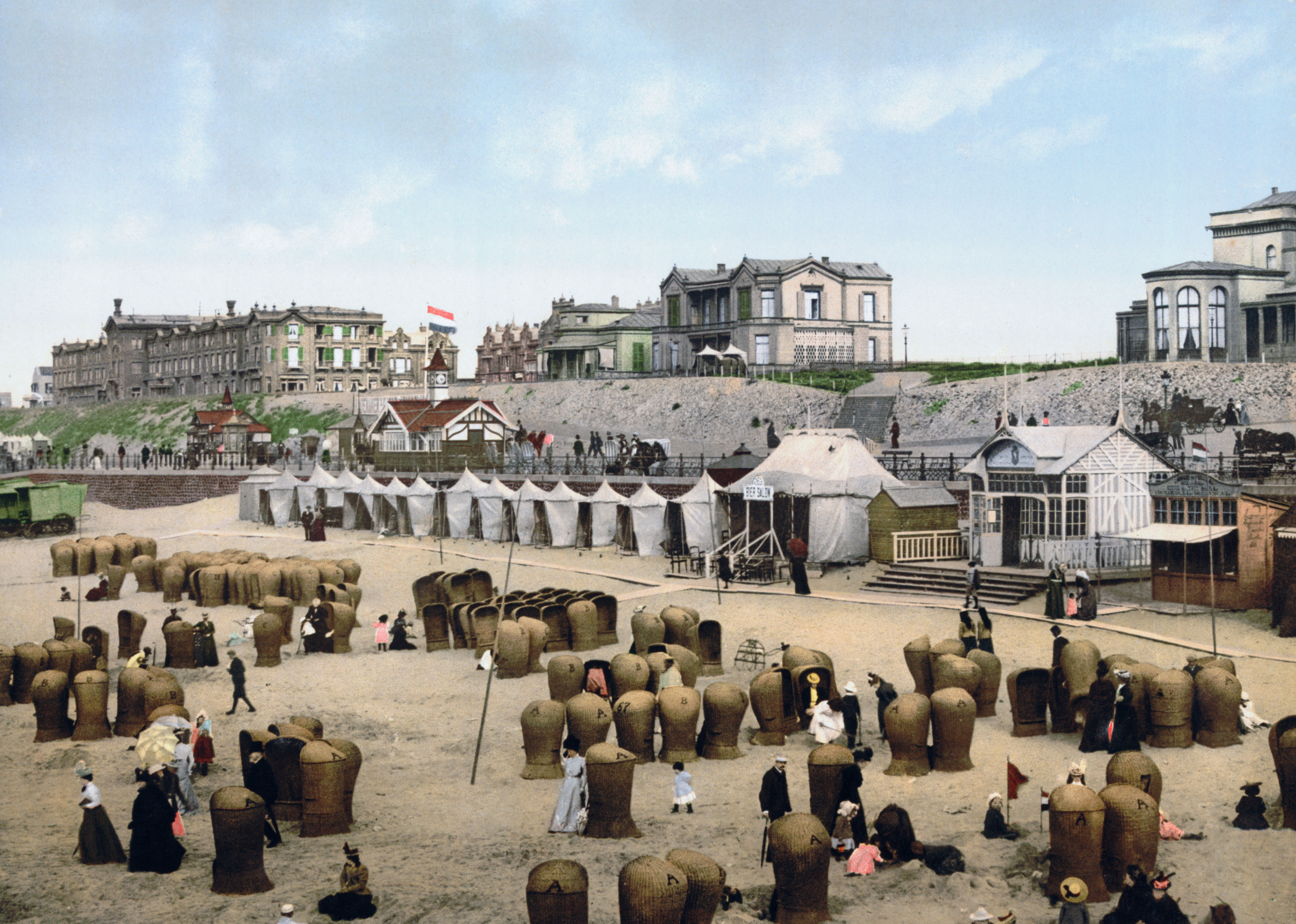
Les Plages de Scheveningen, entre 1890 et 1905.
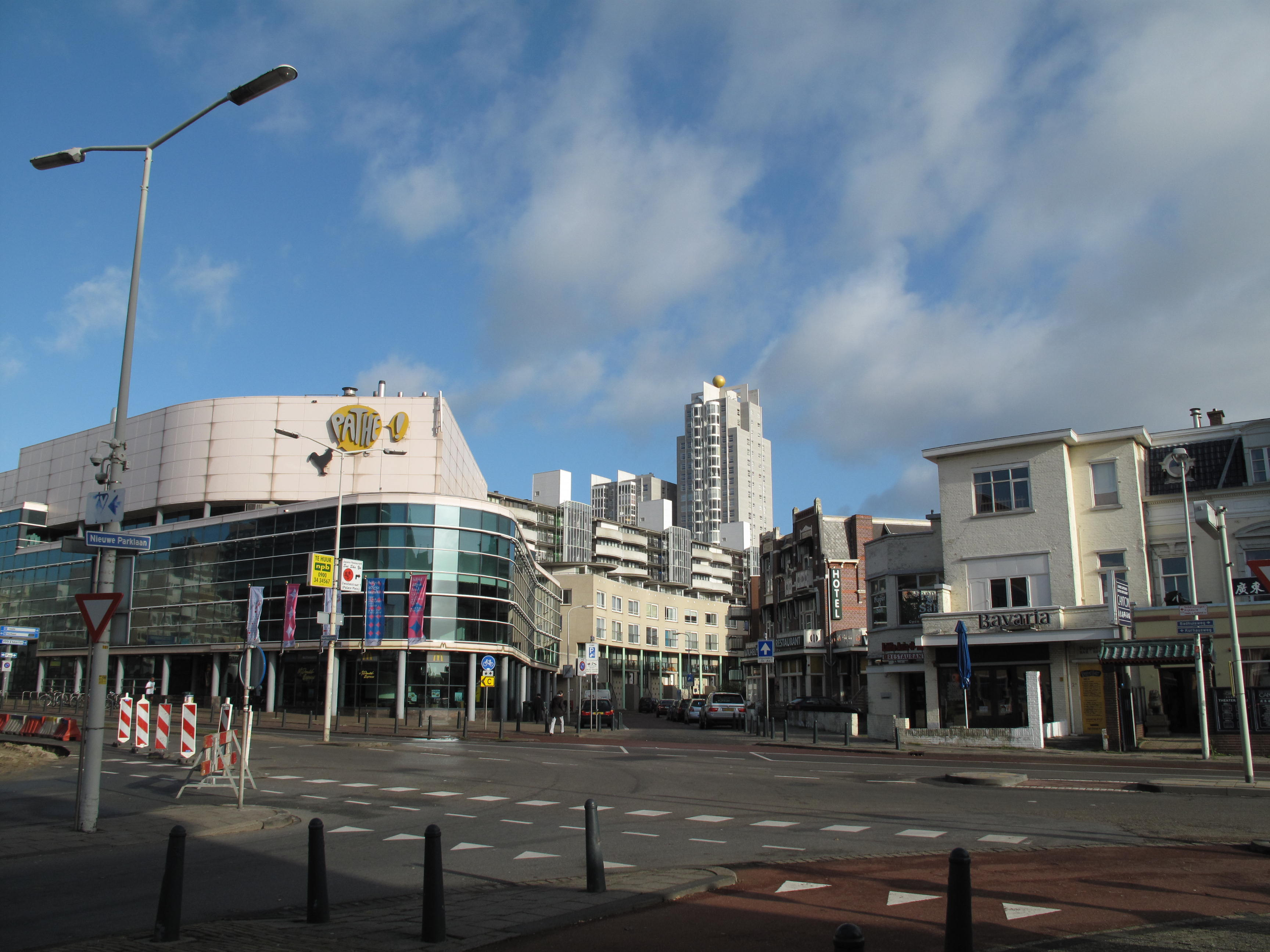
Vue de rue (près du Kurhaus).
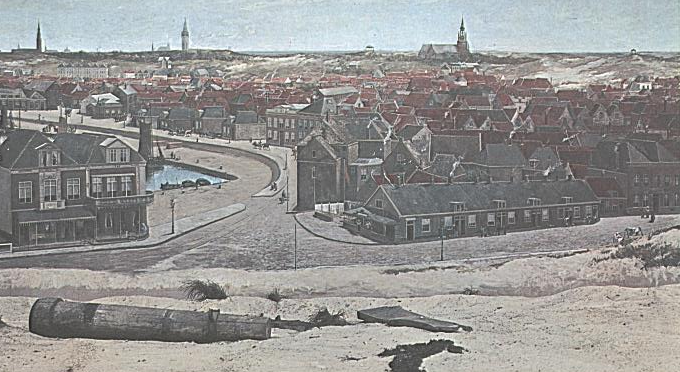
Vue du Panorama Mesdag.
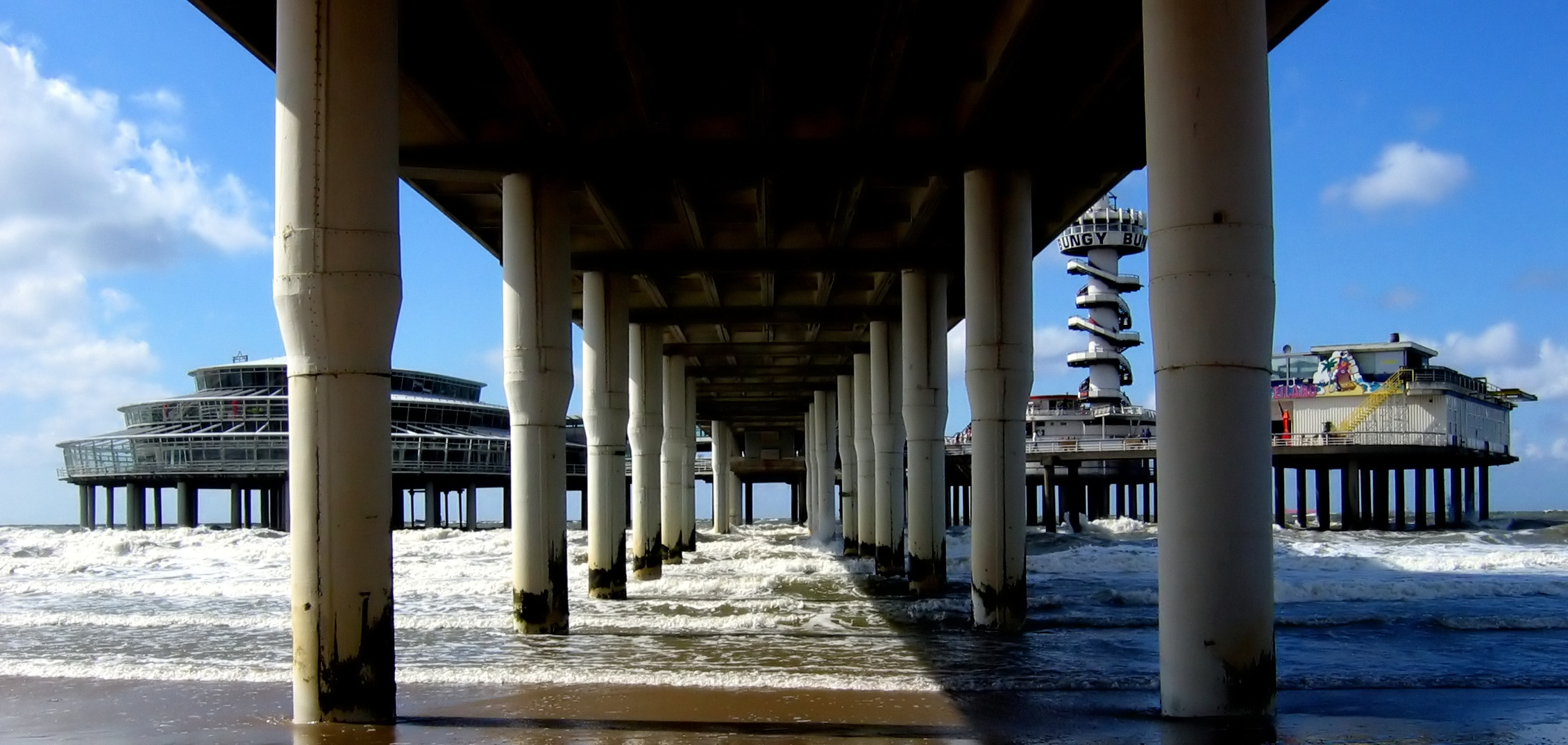
La jetée sous un autre angle.
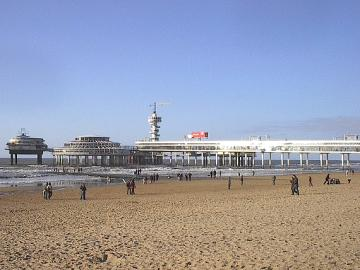
À la suite de l'invitation des Pays-Bas en 1892, 15 délégués de pays européens se réunissent à Schéveningue pour établir les règles des sports de patinage artistique et patinage de vitesse. L'ISU (International Skating Union ou Union internationale de patinage en français) est ainsi créée.
- De Uithof est le site d'un grand centre sportif, incluant entre autres deux patinoires, une piste de ski, un centre d'escalade.
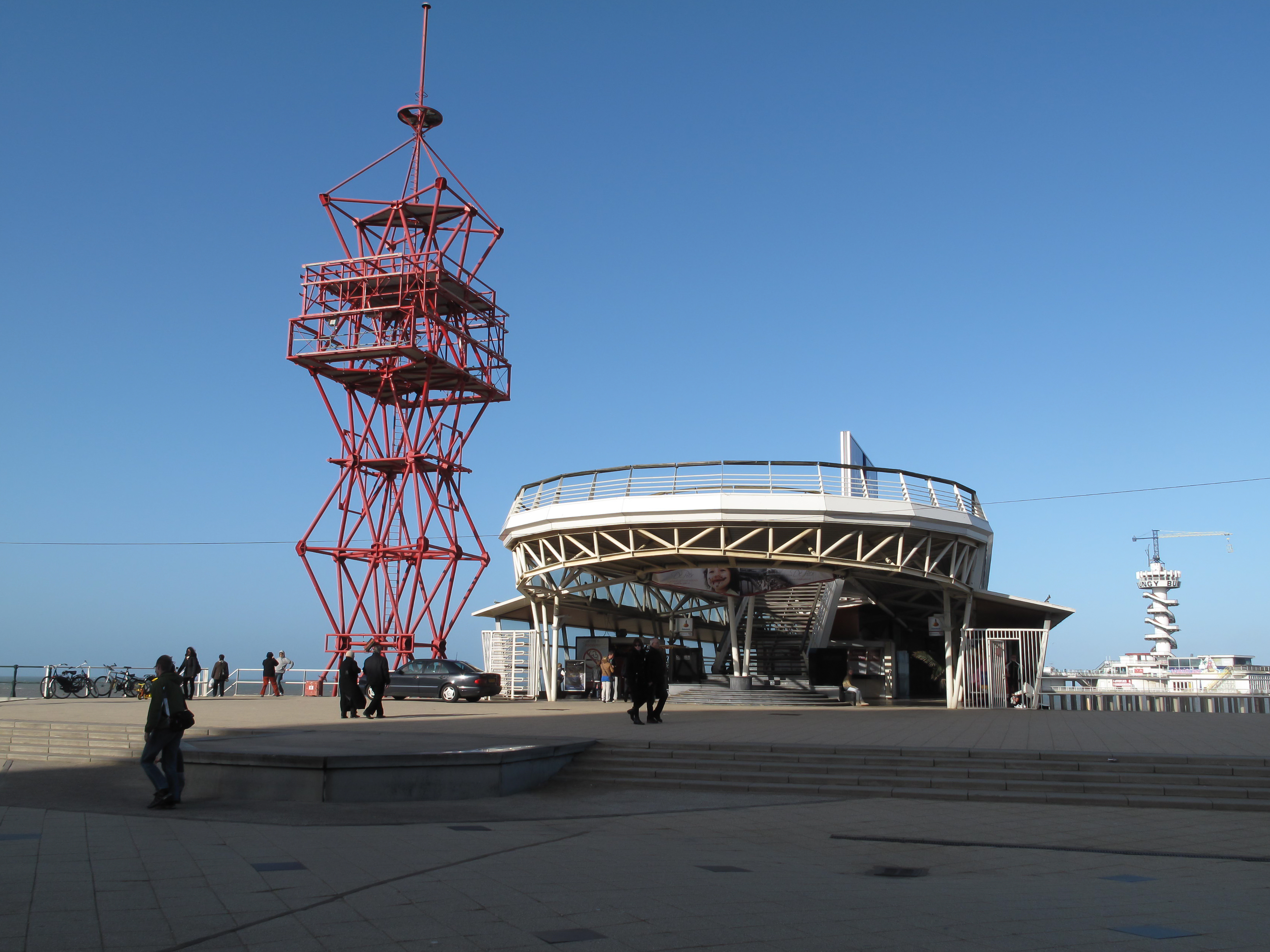
Au jeu d'échecs, la variante de Scheveningue de la défense sicilienne doit son nom à une partie célèbre jouée lors du tournoi de Schéveningue de 1923. C'est une des siciliennes ouvertes les plus ambitieuses. Elle a fait l'objet d'un traité de Garry Kasparov et Aleksandr Nikitine publié en russe aux éditions Fizkultura i Sport (en) (Moscou) puis traduit en anglais aux éditions Batsford (1987)[8].
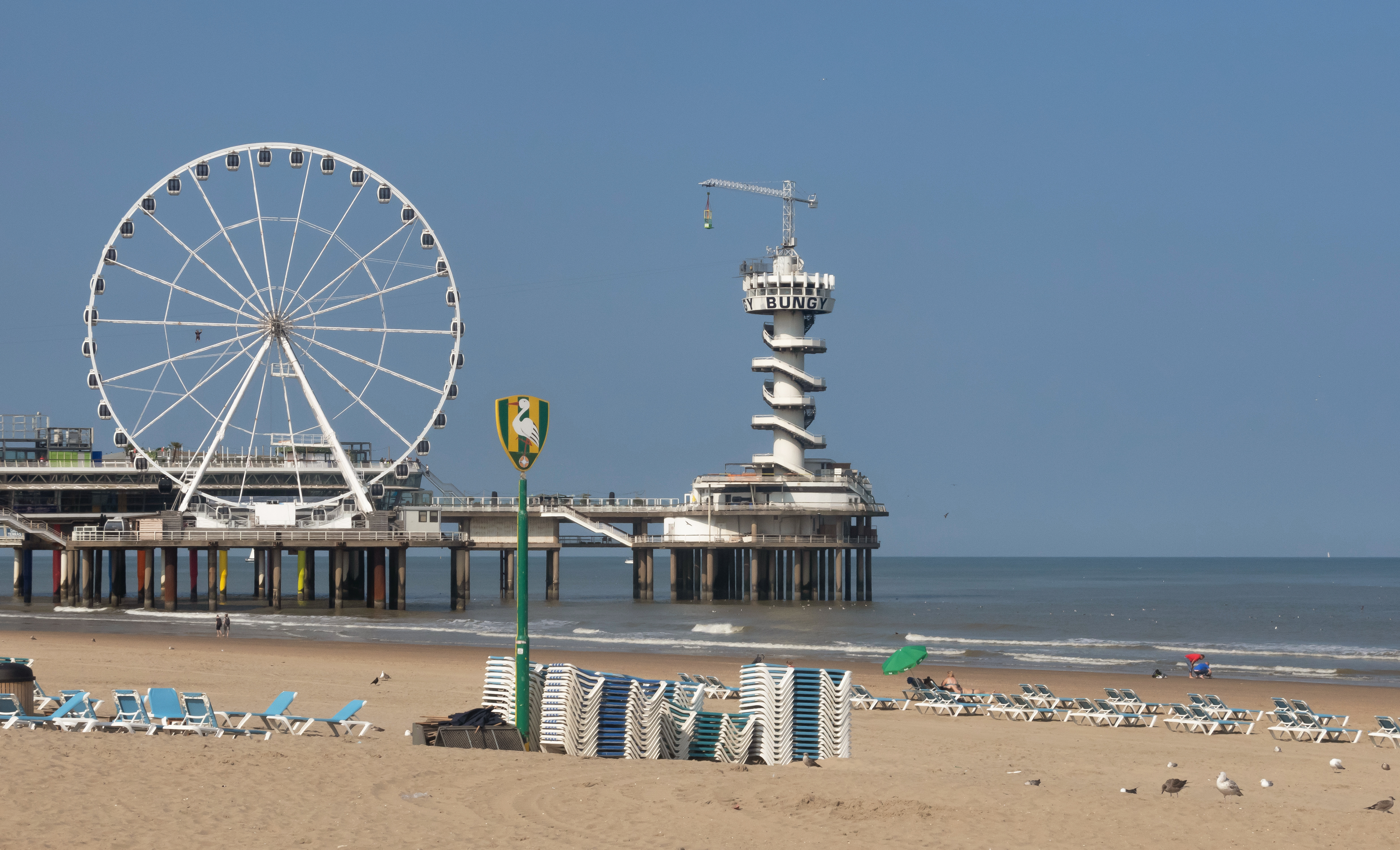
La jetée.
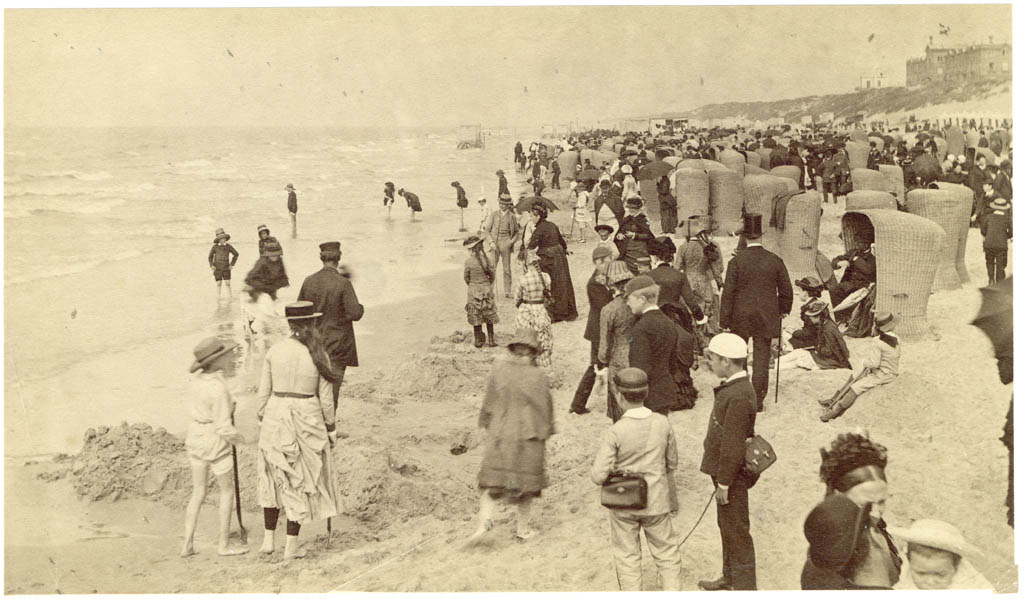
Carl Curman, La plage, vers 1872.
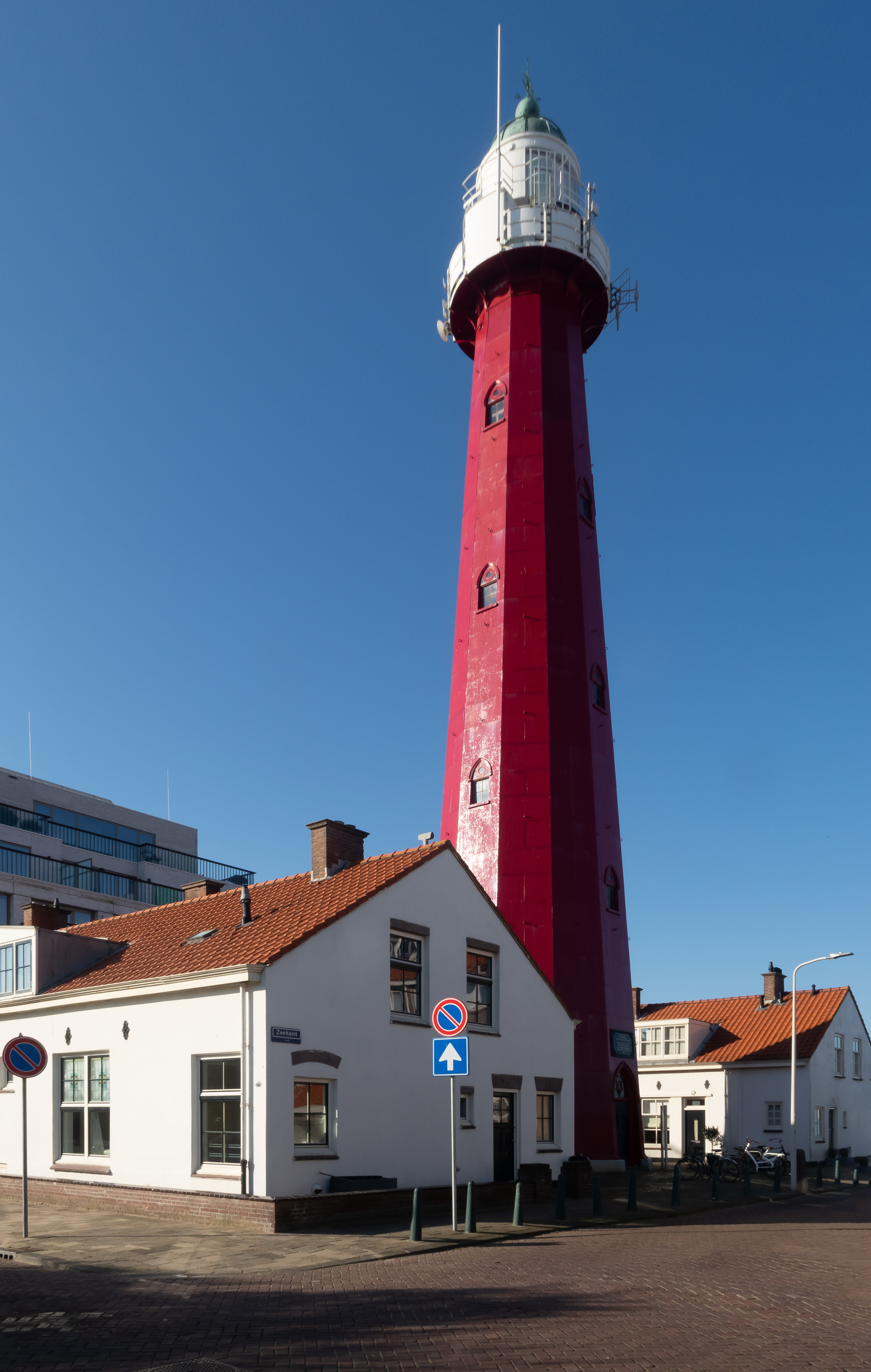
Le phare.
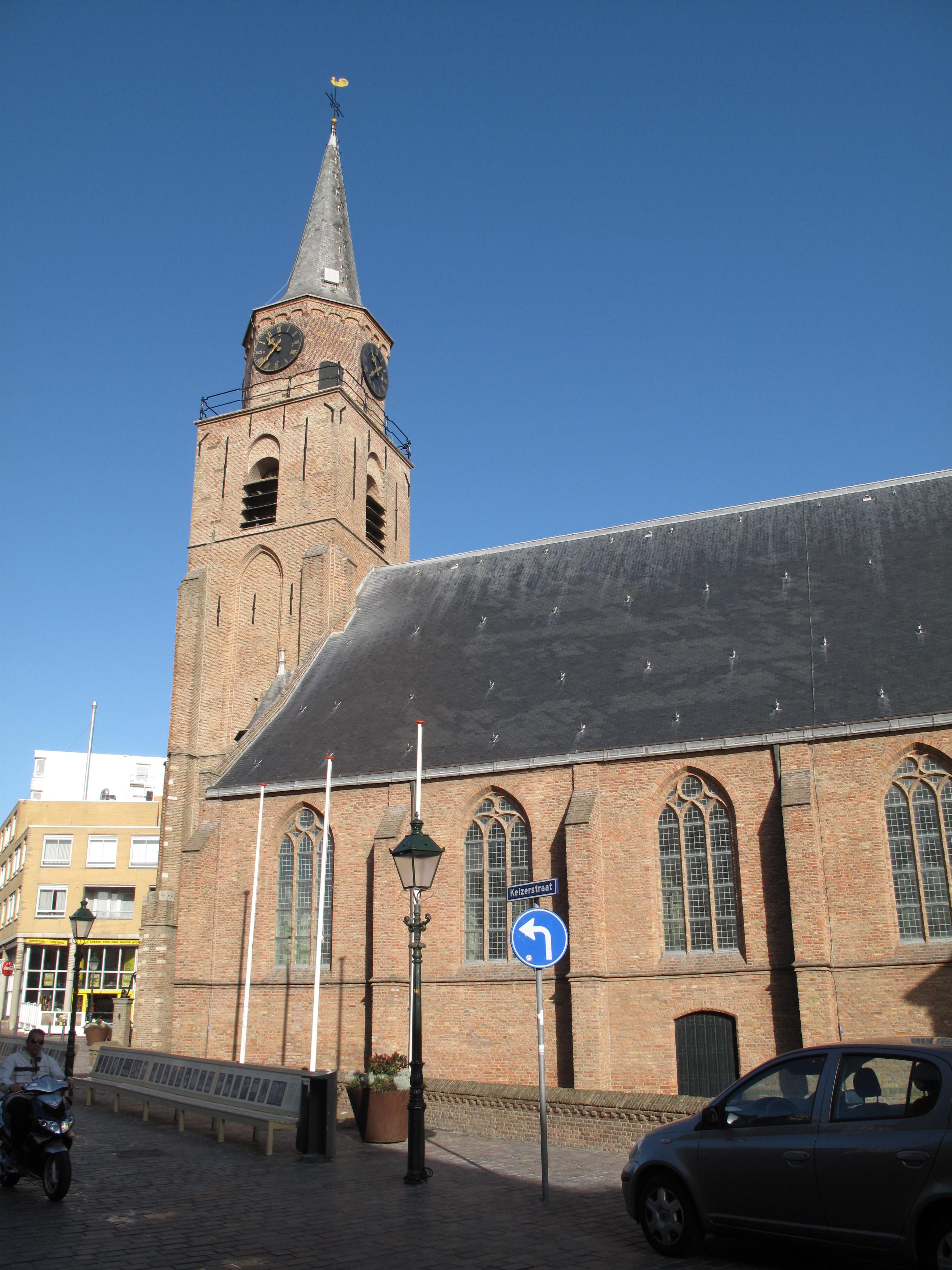
L'église.

## Nés à Scheveningen
- Isaac Sailmaker, peintre de marines ;
- Jean Pierre Rawie, poète et traducteur néerlandais, le (20 avril 1951) ;
- Anne Vanderlove, auteure-compositrice-interprète française[9] ;
- Niels van der Zwan (1967-), champion olympique d'aviron ;
- Adriaen Coenensz van Schilperoort (1514-1587), commerçant et auteur du Visboeck.

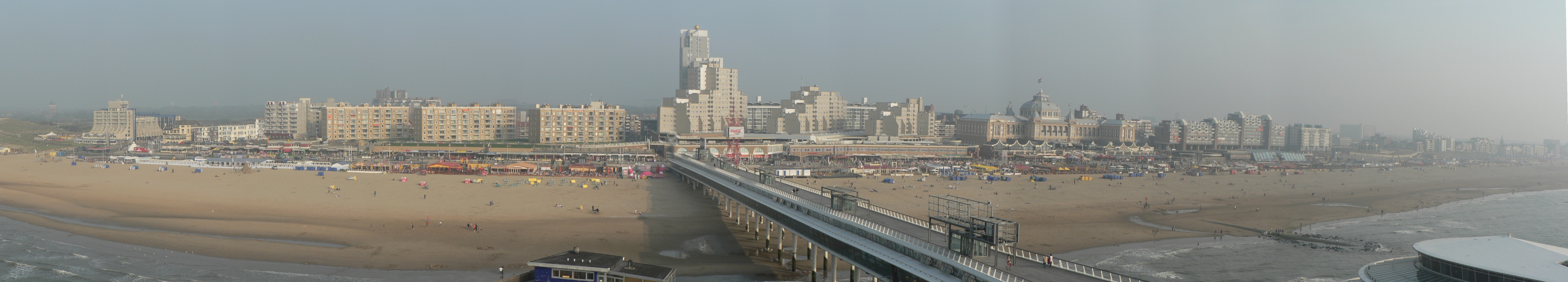
Vue panoramique de la côte.

## Scheveningen vu par les artistes

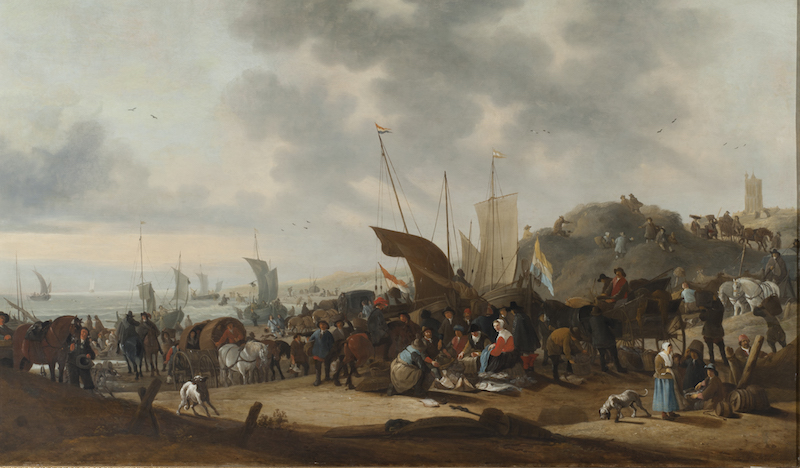
Hendrik de Meijer : La Plage de Scheveningen avec le marché aux poissons
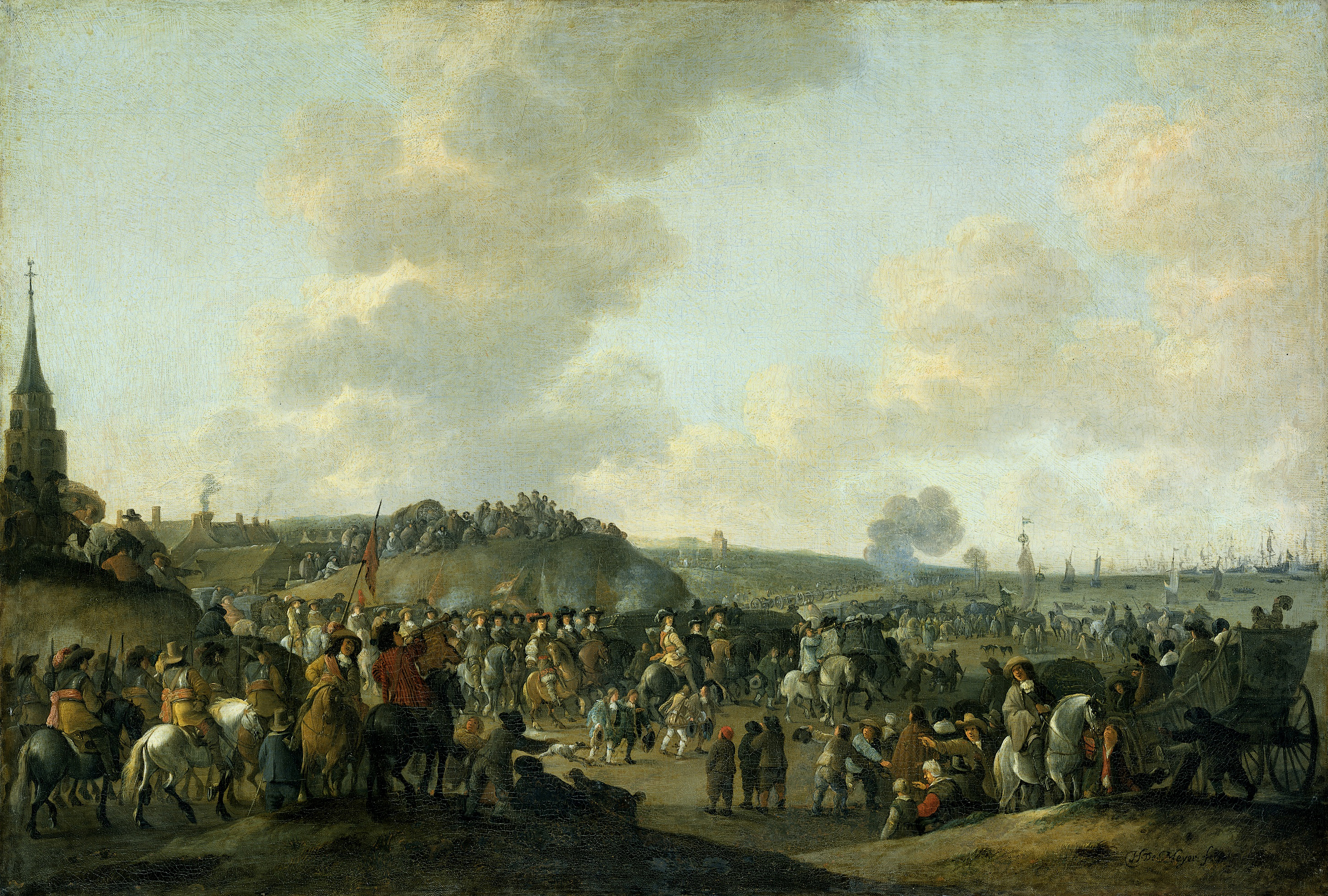
Hendrik de Meijer : Le Départ de Scheveningen de Charles II (roi d'Angleterre) pour l'Angleterre le 2 juin 1660. Rijksmuseum Amsterdam